# Sithon indra
Sithon indra är en fjärilsart som beskrevs av Moore 1883. Sithon indra ingår i släktet Sithon och familjen juvelvingar. Inga underarter finns listade i Catalogue of Life.